# فرقه حمزیه
فرقهٔ حمزیه یکی از زیرشاخه‌های خوارج بودند که از عجارده به صورت کلی و میمونیه به شکل جزئی منشعب گشتند و تحت رهبری حمزه بن آذرک به فعالیت در نواحی خراسان و سیستان پرداختند. این فرقه در باب این امر که کودکان افراد کافر به واسطهٔ کفر پدر و مادر خویش گرفتار دوزخ شده و مستوجب قتل هستند، از نگرش تند ازارقه پیروی می‌کردند. رهبرشان حمزه در یکی از اقدامات خویش، سی کودک را به همراه معلمشان در نزدیکی پوشنگ به قتل رساند. در مقابل این فرقه افرادی  با شدت عمل اقدام کردند مانند طاهر بن حسین که در تلافی اقدام حمزه، به یکی از روستاهایی که افراد این فرقه حضور داشتند اما فعالیتی در امور جنگی نداشتند هجوم برد و مردمش را قتل‌عام نمود.